# تاتش روما
تاتش روما هو لاعب كرة قدم كمبودي في مركز الهجوم، ولد في 1 مايو 1997 في مقاطعة سفاي رينغ في كمبوديا. لعب مع National Defense Ministry FC ‏.

## وصلات خارجية
- تاتش روما على موقع ناشيونال فوتبول تيمز (الإنجليزية)